# Асаф ад-Даула
Асаф ад-Даула, также известен как Мухаммад Яхия Мирза Аммани Асаф ад-Даула (23 сентября 1748, Файзабад — 21 сентября 1797, Лакхнау) — 4-й наваба-вазир Аудра (с 26 января 1775 года), старший сын и преемник Шуджи ад-Даулы, 3-го наваба Ауда. Вассал Британской Ост-Индской компании, был признан императором Великих Моголов Шахом Аламом II.
Титулы: Мадар уль-Мухам, Вазир уль-Мамалик-и-Хиндостан, Джар Вафадар, Рустам-и-Хинд, Умдат уль-Мульк, Асаф ад-Даула, Наваб Мирза Яхья Али Хан Бахадур, Хизабир Джанг, Сипах Салар, Наваб Вазир Ауда.

## Биография
Родился 23 сентября 1748 года в Файзабаде. Старший сын Шуджи ад-Даулы (1732—1775), 3-го наваба Ауда (1754—1775). Его матерью была Умат уз-Зохра Бегум Сахиба (Наваб Баху Бегум), единственная дочь Мутамана ад-Даулы, Наваба Мухаммада Исхака Хана Бахадура.
26 января 1775 года после смерти своего отца Шуджи ад-Даулы 26-летний Асаф ад-Даула стал следующим навабом-вазиром Ауда. Когда Шуджа ад-Даула скончался, он оставил два миллиона фунтов стерлингов похороненными на территории гарема. Вдова и мать покойного наваба претендовали на все это сокровище по условиям завещания, которое так и не было составлено. Когда первый генерал-губернатор Индии Уоррен Гастингс надавил на нового наваба для выплаты им долга, причитающегося Британской Ост-Индской компании, наваб получил от своей матери кредит в размере 26 лакхов (2,6 миллионов) рупий, за который он пожаловал ей джагир (феод) в четыре раза больше стоимости. Позднее он получил от матери новый кредит в 30 лакхов (3 миллиона) рупий в обмен за полное признание джагира матери её пожизненной собственностью и невмешательство в её дела Ост-Индской компании. Позднее эти земли были конфискованы Британской Ост-Индской компанией на основании соучастия матери наваба Ауда в восстании Чай Сингха, что было подтверждено документальными свидетельствами поскольку имеющиеся в настоящее время доказательства, по-видимому, показывают, что Уоррен Гастингс сделал все возможное, чтобы спасти наваба от его собственной неспособности и был склонен проявлять снисходительность к матери наваба.
Немецкий художник Иоганн Цоффани, посещавший Индию в 1783—1789 годах, написал несколько портретов Асафа ад-Даулы.
В 1775 году Асаф ад-Даула перенес столицу княжества из Файзабада в Лакхнау, построил различные памятники в Лакхнау и вокруг города, в том числе Бара Имамбара (Асафи Имамбара).

## Архитектурный и другой вклад

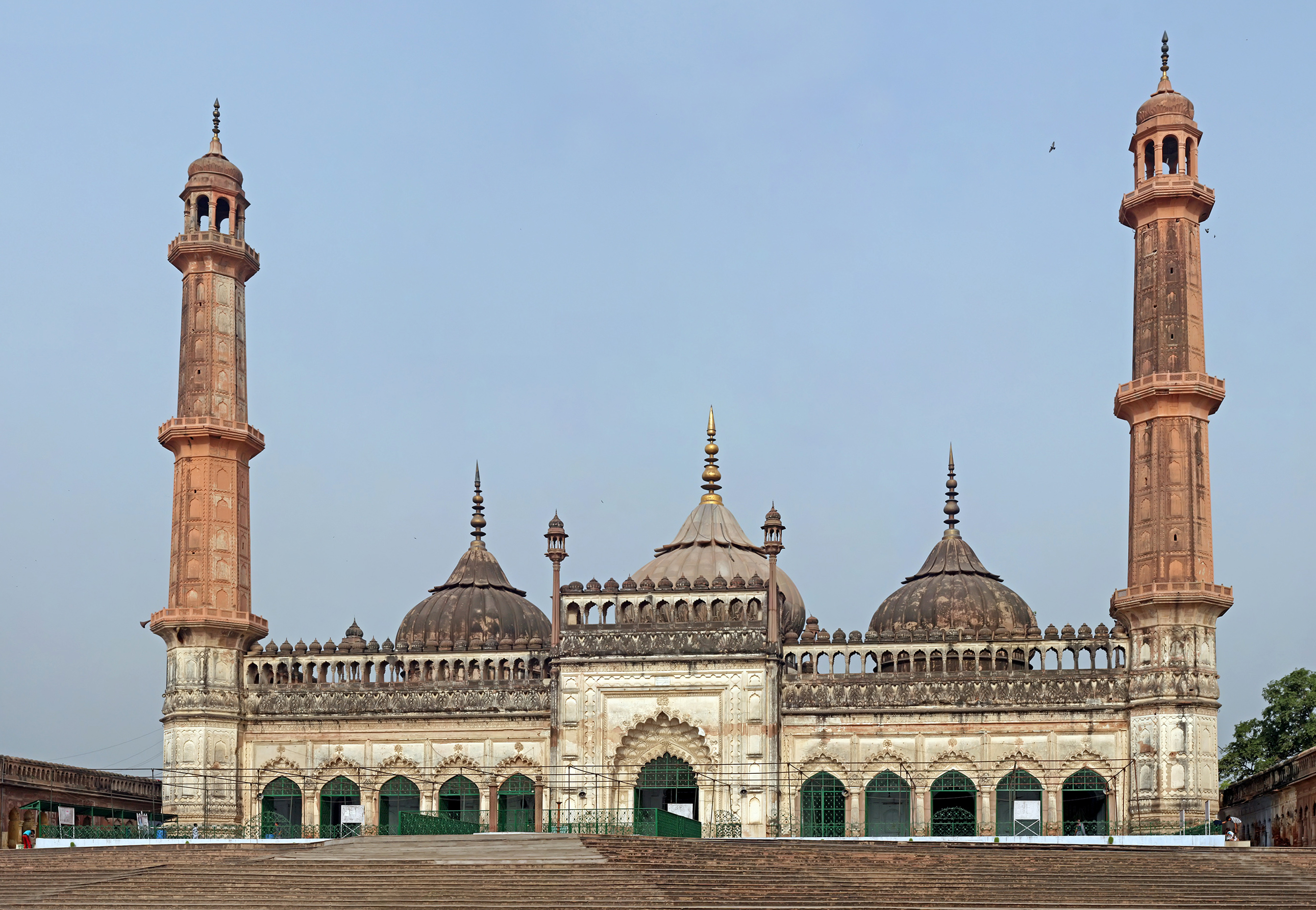
Мечеть Асфи, названная в честь наваба Ауда Асаф ад-Даулы.
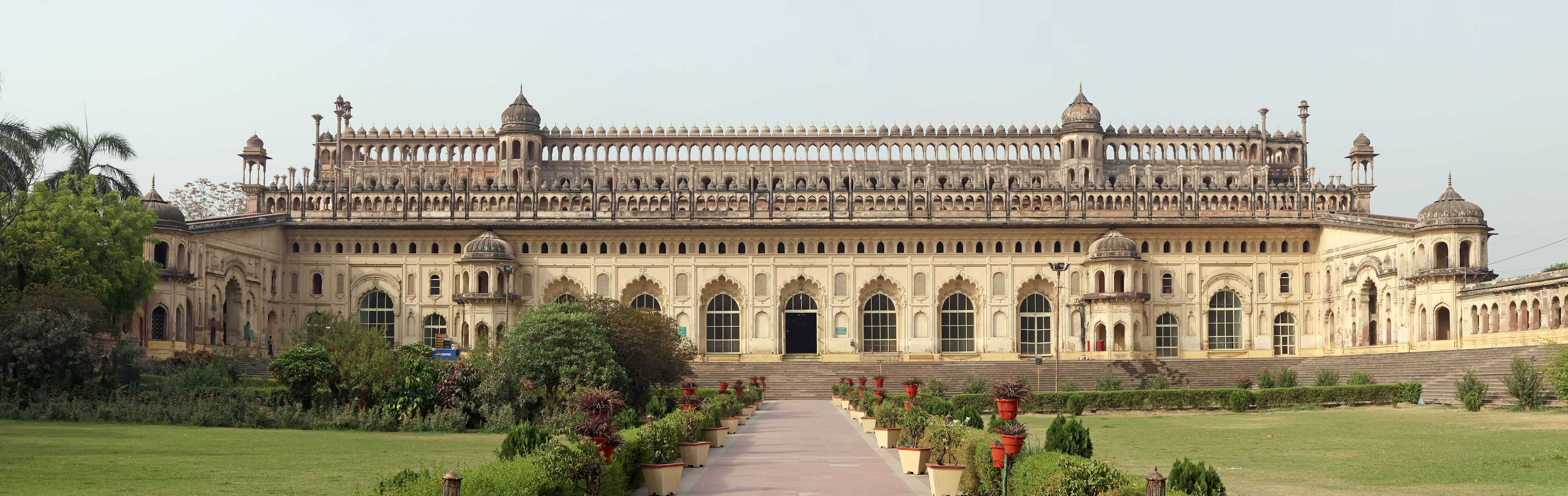
Бара Имамбара (Асафи Имамбара), была построена 1784 году навабом Асафом ад-Даулой в Лакхнау.

Наваб Ауда Асаф ад-Даула считается главным архитектором Лакхнау. Стремясь затмить великолепие могольской архитектуры, он построил несколько памятников и превратил город Лакхнау в настоящее архитектурное чудо. Некоторые из зданий сохранились до наших дней, в том числе знаменитый Асафи Имамбара, который привлекает туристов даже сегодня, и район Кайсар Баг в центре города Лакхнау, где тысячи людей живут в воскресших зданиях.
Асафи Имамбара это знаменитое сводчатое сооружение, окруженное прекрасными садами, которое наваб начал как благотворительный проект по созданию рабочих мест во время голода 1784 года. Во время этого голода даже дворяне оказались в нищете. Говорят, что наваб Асаф ад-Даула нанял более 20 000 человек для проекта (включая простолюдинов и дворян), который не был ни мечетью, ни мавзолеем (вопреки популярным современным нормам зданий). Чувствительность наваба к сохранению репутации высшего класса продемонстрирована в истории строительства Имамбары. В дневное время обычные граждане, занятые на проекте, будут строить здание. В ночь на каждый четвёртый день знатные люди втайне нанимались на работу, чтобы снести построенное сооружение, за труды которого они получали плату. Таким образом, их достоинство было сохранено.
Наваб стал настолько известен своей щедростью, что до сих пор хорошо известна поговорка в Лакхнау, что «тот, кто не получает (средства к существованию) от Али-мулы, получит его от Асаф ад-Даулы» (Jisko na de Moula, usko de Asaf-ud-Doula).

## Руми Дарваза (турецкие ворота)
Руми Дарваза, который имет шестьдесят футов высоты, был смоделирован (1784) после османской (Баб-и Хумаюн) в Стамбуле, является одним из очень важных примеров обмена между двумя культурами.

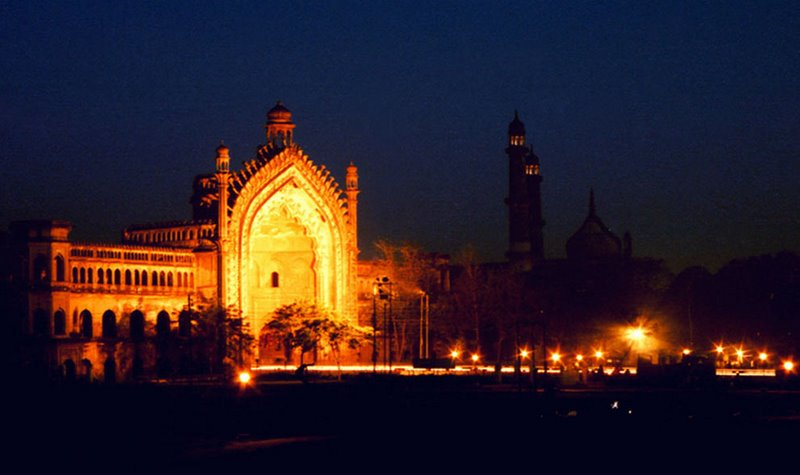
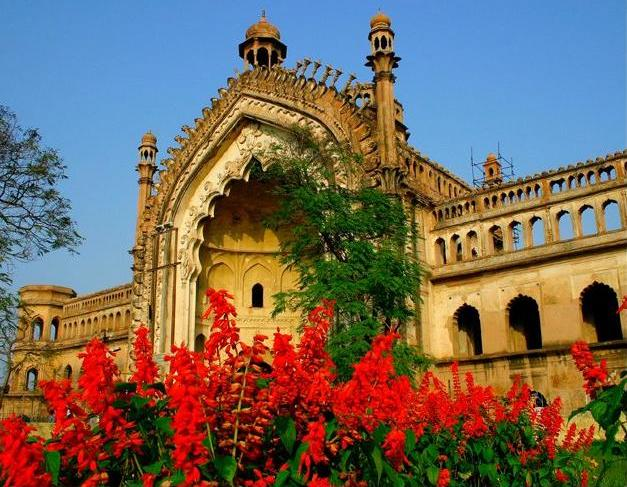
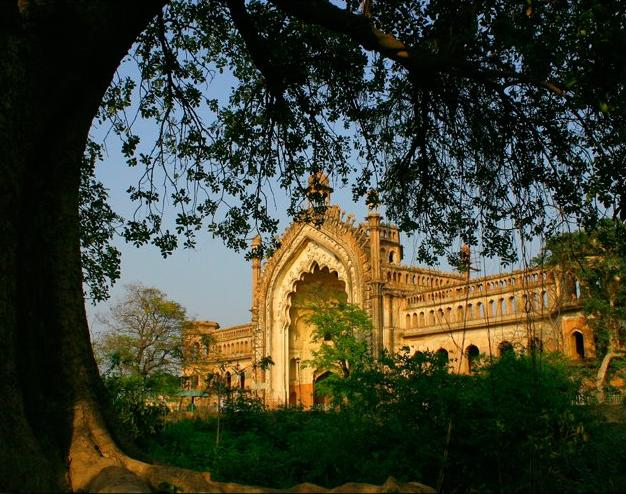

## Смерть

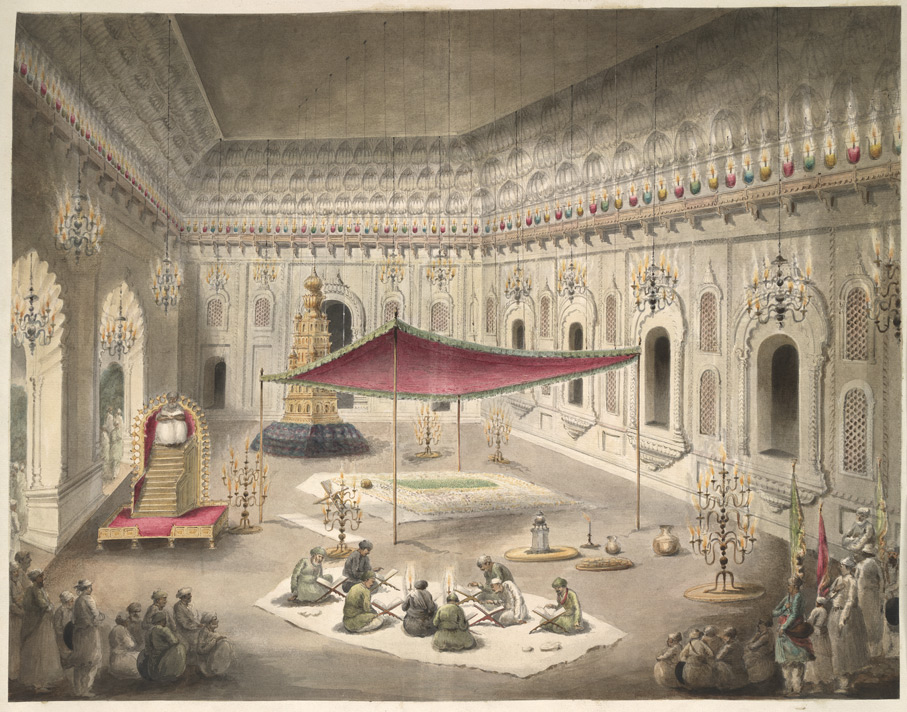
Простая могила Асаф ад-Даулы под навесом внутри Бары Имамбары. Акварель Сита Рама, ок. 1814—1815 годы (Примечание: флаг Империи Великих Моголов поднят выше, чем флаг Ауда)

Аудский наваб Асаф ад-Даула скончался 21 сентября 1797 года в Лакхнау в возрасте 48 лет. Он был похоронен в Бара Имамбара в Лакхнау.

## Преемственность
18 ноября 1770 года в Файзабаде Асаф ад-Даула женился на Наваб Шамс ун-Нисе Дулхан Бану Бегум Сахибе, дочери Вазира уль-Мамалика-и-Хиндустан, Итимада уд-Даулы, Хана-и-Ханана, Наваба Камар уд-Дина Хана Бахадура, первого министра и казначея Империи Великих Моголов. Несмотря на наличие жены и большого гарема (из 500 женщин), у Асафа ад-Даулы не было своих детей, но у него было два приёмных сына:
- Асаф Джах, Бурхан уль-Мульк, Итимад уд-Даула, Наваб Мирза Мухаммад Вазир Али Хан Бахадур, Сафдар Джанг (1780—1817), будущий 5-й наваб Ауда под именем Вазир Али-хан (1797—1798).
- Наваб Мирза Али Хан Бахадур. Имел неизвестное происхождение, был приобретен у своих родителей и тайно доставлен в гарем по приказу Баху Бегум. Представлен Навабу-вазиру как его сын от наложницы, принят им в качестве сына и получил титулы Хана Багадура и Наваба. Позднее он отвергнут Асафом уд-Даулой, который отказался признавать его своим сыном.

## Галерея

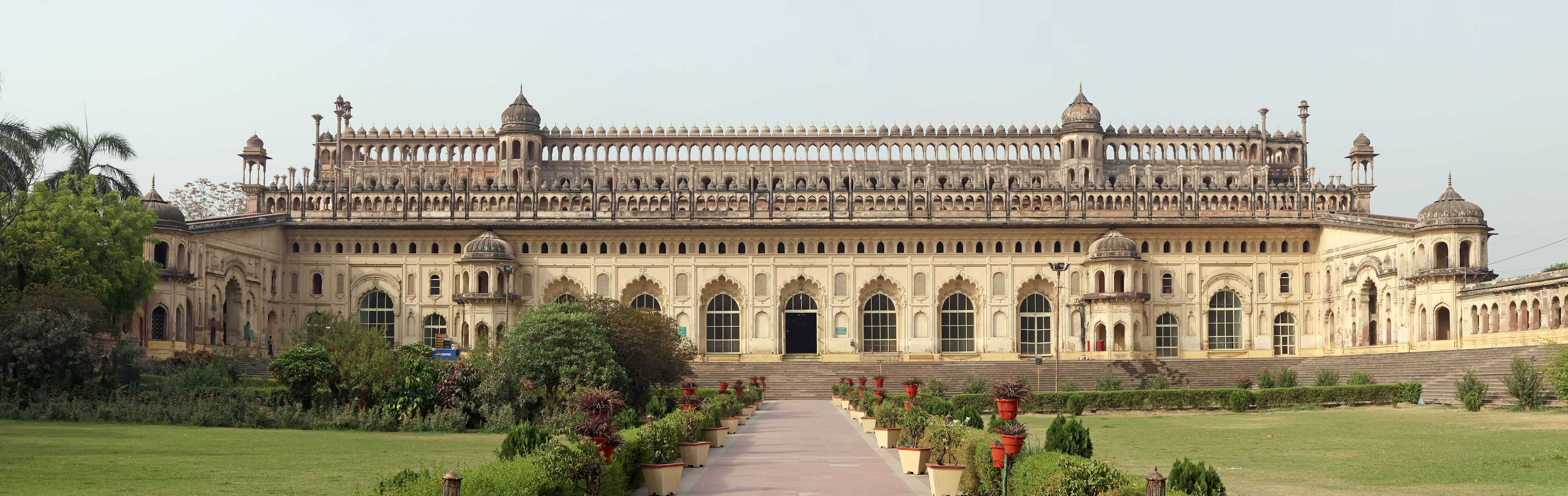
Бара Имамбара, Лакхнау, построена Асафом уд-Даулой
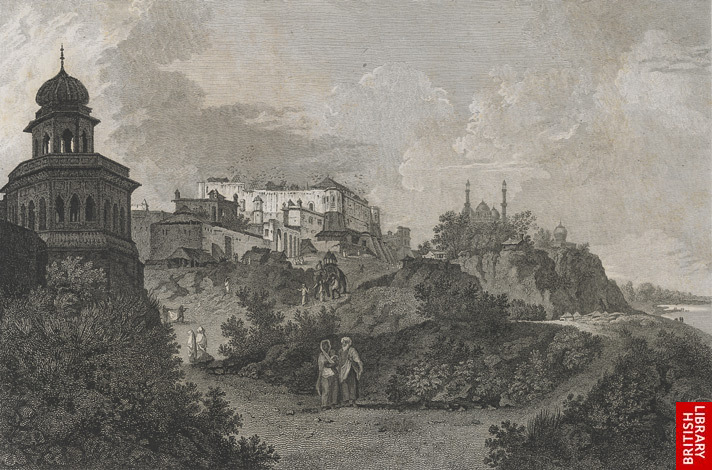
Вид на дворец Асафа уд-Даулы в Лакхнау, около 1793 года
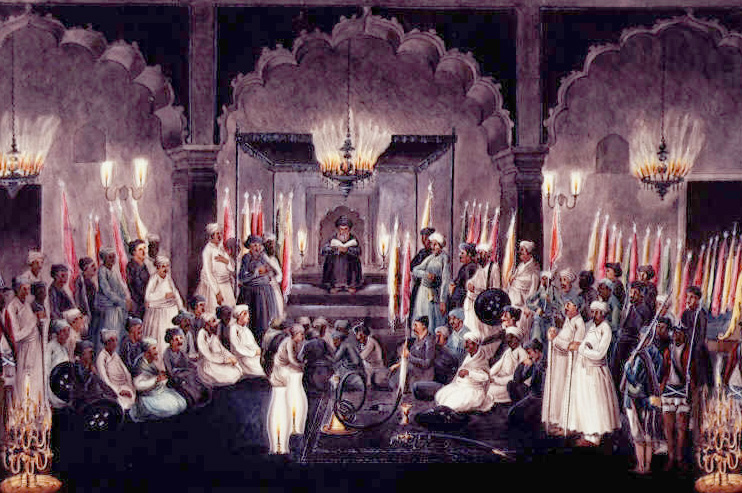
Асаф-уд-Даула, празднование фестиваля Мухаррам в Лакхнау, около 1812 года
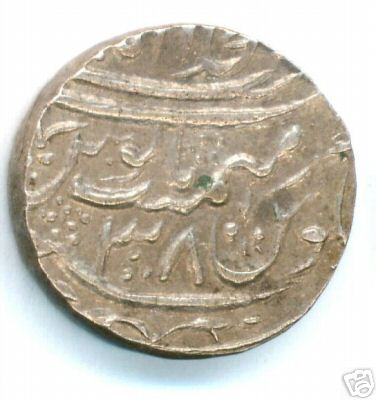
Серебряный Ашраф, выпущенный Асаф ад-Даулой из монетного двора Наджибабада (1796/1797 год)
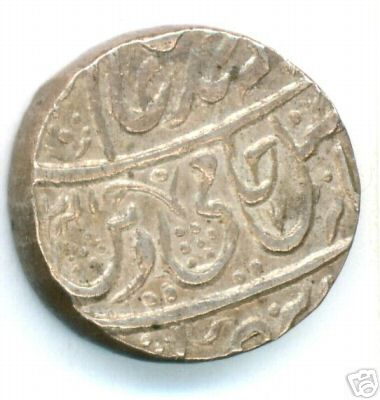
Серебряный Ашраф, выпущенный Асаф ад-Даулой из монетного двора Наджибабада (1796/1797 год)
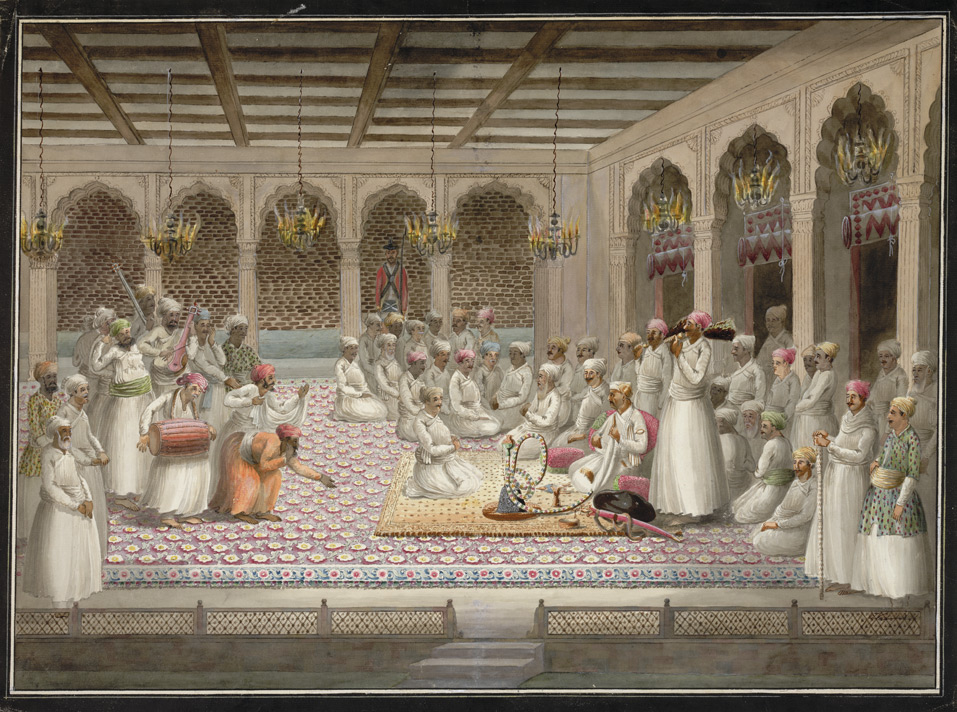
Наваб Ауда Асаф ад-Даула сидит на ковре, курит кальян и слушает группу музыкантов мужского пола, около 1812 года